# Torsten H. Voigt
Torsten Henri Voigt, früher Heinemann (* 13. Oktober 1979 in Berlin), ist ein deutscher Soziologe und Universitätsprofessor für Soziologie mit dem Schwerpunkt Technik und Diversität an der RWTH Aachen University.

## Leben
Nach dem Studium (2000–2005) der Soziologie, Politikwissenschaft, Philosophie und Psychologie an der Johann Wolfgang Goethe-Universität Frankfurt am Main erwarb Voigt dort 2005 das Diplom in Soziologie und 2010 die Promotion zum Doktor der Philosophie im Fach Soziologie. 
Anschließend übernahm ihn die Goethe-Universität als Wissenschaftlicher Mitarbeiter für den Arbeitsschwerpunkt Biotechnologie, Natur und Gesellschaft am Fachbereich Gesellschaftswissenschaften, bevor er im Jahr 2013 als Wissenschaftlicher Mitarbeiter im Lehrbereich Wissenschaftsforschung an das Institut für Sozialwissenschaften der Humboldt-Universität zu Berlin wechselte. Von 2014 bis 2018 war Voigt Juniorprofessor für Soziologie am Institut für Soziologie der Universität Hamburg sowie von 2015 bis 2018 Marie Curie Fellow an der University of California, Berkeley. Seit 2018 ist er Universitätsprofessor für Soziologie am Institut für Soziologie der RWTH Aachen. Im April 2022 wurde er zum Dekan der Philosophischen Fakultät der RWTH gewählt.
Voigts Forschungsschwerpunkte sind soziologische Theorie, Biopolitik, soziale Probleme und soziale Kontrolle, Wissenschafts- und Techniksoziologie, Medizinsoziologie, soziale Implikationen von (Bio-)Medizin und Biotechnologien und qualitative Sozialforschung.

## Schriften (Auswahl)

### Monographien
- Torsten Heinemann: Populäre Wissenschaft. Hirnforschung zwischen Labor und Talkshow. 1. Auflage. Wallstein, Göttingen 2012, ISBN 978-3-8353-1073-5, S. 302.

### Herausgeberschaften
- Torsten Heinemann, Ilpo Helén, Thomas Lemke, Ursula Naue, Martin G. Weiss (Hrsg.): Suspect Families: DNA Analysis, Family Reunification and Immigration Policies. 1. Auflage. Ashgate, Farnham 2015, ISBN 978-1-4724-2424-2, S. 144.
- Torsten Heinemann (Hrsg.): An der Grenze. Die biotechnologische Überwachung von Migration. 1. Auflage. Campus, Frankfurt am Main 2016, ISBN 978-3-593-50141-3, S. 205.
- Susanne Bauer, Torsten Heinemann, Thomas Lemke (Hrsg.): Science and Technology Studies. Klassische Positionen und aktuelle Perspektiven. 1. Auflage. Suhrkamp, Berlin 2017, ISBN 978-3-518-29793-3, S. 646.
- Katharina Hoppe, Jonas Rüppel, Franziska von Verschuer, Torsten Voigt (Hrsg.): Leben Regieren. Natur, Technologie und Gesellschaft im 21. Jahrhundert. 1. Auflage. Campus, Frankfurt am Main 2023, ISBN 978-3-593-51763-6, S. 352.

### Artikel
- Torsten Heinemann: Beratung in der Wissensgesellschaft. Zur Kritik warenförmigen Wissens und der Logik des freien Marktes. In: Positionen - Beiträge zur Beratung in der Arbeitswelt. Band 4, 2011, ISBN 978-3-86219-090-4 ().
- Linda V. Heinemann, Torsten Heinemann: Burnout Research: Emergence and Scientific Investigation of a Contested Diagnosis. In: Sage Open. Band 7, Nr. 1, 2017, doi:10.1177/2158244017697154 ().
- Larissa Fischer, Bettina Paul, Torsten H. Voigt: Wahrheit unter dem Vergrößerungsglas. Vorstellungen von Subjekt und Technik in der Rechtsprechung zur Polygraphie. In: Zeitschrift für Soziologie. Band 48, Nr. 4-5, 2019, doi:10.1515/zfsoz-2019-0029 ().
- Larissa Fischer, Bettina Paul, Torsten H. Voigt: Anachronistic Progress? User Notions of Lie Detection in the Juridical Field. In: Engaging Science, Technology, and Society. Band 6, Nr. 1, 2020, doi:10.17351/ests2020.433 ().
- Torsten H. Voigt, Verena Holtz, Emilia Niemiec, Heidi C. Howard, Anna Middleton, Barbara Prainsack: Willingness to donate genomic and other medical data: Results from Germany. In: European Journal of Human Genetics. Band 28, Nr. 8, 2020, doi:10.1038/s41431-020-0611-2 ().